# 维亚达纳
维亚达纳（義大利語：Viadana），是意大利曼托瓦省的一个市镇。总面积102平方公里，人口19503人，人口密度191.2人/平方公里（2009年）。国家统计（ISTAT）代码为020066。